# Jerisjoki
De Jerisjoki is een rivier annex beek, die stroomt in de Finse gemeente Muonio in de regio Lapland. De rivier zorgt voor toe- en afvoer van water voor /uit het Jerisjärvi. De rivier stroomt in het noordwesten het meer uit en kronkelt hevig. Volgens de Zweedse instantie voor waterhuishouding SMHI is de rivier 40440 meter lang. Ze mondt bij Muonio in de rivier met dezelfde naam.
Ze behoort tot het stroomgebied van de Torne.